# 尹知章
尹知章（660年代—718年），绛州翼城县（今山西省翼城县）人。唐朝官员。

## 生平
幼好学，通六经，长安年間，擢拔為定王府文学，升迁太常博士。张说荐为礼部员外郎，转国子博士。閑睱之餘，讲授《周易》、《老子》、《莊子》三书，弟子有贫困，常給予接济。开元六年（718年），卒于秘书省正字。一說曾注《管子》。

## 延伸阅读
[在维基数据编辑]
 《舊唐書·卷189下》，出自刘昫《舊唐書》